# Llista de monuments de Vinyols i els Arcs
Llista de monuments de Vinyols i els Arcs inclosos en l'Inventari del Patrimoni Arquitectònic de Catalunya per al municipi de Vinyols i els Arcs (Baix Camp). Inclou els inscrits en el Registre de Béns Culturals d'Interès Nacional (BCIN) classificats com a monuments històrics, els béns culturals d'interès local (BCIL) de caràcter immoble i la resta de béns arquitectònics integrants del patrimoni cultural català.
| Monument                                                      | Protecció    | Estil/època                  | Localització                                | Coordenades                                          | Codi?         | Imatge |
| ------------------------------------------------------------- | ------------ | ---------------------------- | ------------------------------------------- | ---------------------------------------------------- | ------------- | --- |
| Castell dels Arcs                                             | BCIN 1827-MH | Medieval                     | Vinyols i els Arcs C. del Camí de Sant Joan | 41° 04′ 26″ N, 1° 03′ 49″ E / 41.073850°N,1.063543°E | RI-51-0006807 | Castell dels Arcs (Vinyols i els Arcs) · Vegeu més fotos d'aquest monument · Carregueu una nova foto d'aquest monument                                             |
| Torre quadrada de defensa                                     | BCIN 1828-MH | XVI-XVII                     | Vinyols i els Arcs Pl. de l'Església        | 41° 06′ 50″ N, 1° 02′ 22″ E / 41.113975°N,1.039411°E | RI-51-0006808 | Torre quadrada de defensa (Vinyols i els Arcs) · Vegeu més fotos d'aquest monument · Carregueu una nova foto d'aquest monument                                     |
| Església parroquial de Santa Caterina, Verge i Màrtir         | BCIL 1986    | Barroc, rococó XVIII         | Vinyols i els Arcs Pl. de l'Església        | 41° 06′ 50″ N, 1° 02′ 23″ E / 41.113777°N,1.039639°E | IPA-9740      | Església parroquial de Santa Caterina (Vinyols i els Arcs) · Vegeu més fotos d'aquest monument · Carregueu una nova foto d'aquest monument                         |
| Casa de la Vila, Casa Torrell o Casa Gran de Folc             | BCIL 1986    | Obra popular XVI, XIX, XX    | Vinyols i els Arcs C. Major, 2              | 41° 06′ 49″ N, 1° 02′ 21″ E / 41.113742°N,1.039176°E | IPA-9741      | Casa de la Vila (Vinyols i els Arcs) · Vegeu més fotos d'aquest monument · Carregueu una nova foto d'aquest monument                                               |
| Mas de Miret o Mas del Pi                                     |              | Obra popular XVI, XX         | Vinyols i els Arcs Partida de la Mata       | 41° 05′ 02″ N, 1° 03′ 44″ E / 41.083923°N,1.062252°E | IPA-9742      | Mas de Miret (Vinyols i els Arcs) · Vegeu més fotos d'aquest monument · Carregueu una nova foto d'aquest monument                                                  |
| Capella de Sant Josep dels Germans de les Escoles de la Salle |              | Historicisme XX (1928)       | Vinyols i els Arcs Ctra. N-340, km 233      | 41° 04′ 52″ N, 1° 03′ 57″ E / 41.081233°N,1.065796°E | IPA-9743      | Capella de Sant Josep dels Germans de les Escoles de la Salle (Vinyols i els Arcs) · Vegeu més fotos d'aquest monument · Carregueu una nova foto d'aquest monument |
| Cal Nicolau o Can Nicolau, Casa de Donya Blanca               | BCIL 1986    | Obra popular Medieval, XVIII | Vinyols i els Arcs C. de la Font, 8         | 41° 06′ 48″ N, 1° 02′ 20″ E / 41.113403°N,1.038978°E | IPA-9745      | Cal Nicolau (Vinyols i els Arcs) · Vegeu més fotos d'aquest monument · Carregueu una nova foto d'aquest monument                                                   |
| Cal Cabrer o la Casa del Cabrer                               | BCIL 1986    | Obra popular XVI, XVII       | Vinyols i els Arcs C. Major, 8              | 41° 06′ 50″ N, 1° 02′ 20″ E / 41.114014°N,1.038883°E | IPA-9746      | Cal Cabrer (Vinyols i els Arcs) · Vegeu més fotos d'aquest monument · Carregueu una nova foto d'aquest monument                                                    |
| Cal Sabater                                                   | BCIL 1986    | Obra popular XVIII           | Vinyols i els Arcs C. Major, 4-6            | 41° 06′ 50″ N, 1° 02′ 20″ E / 41.113919°N,1.038980°E | IPA-9747      | Cal Sabater (Vinyols i els Arcs) · Vegeu més fotos d'aquest monument · Carregueu una nova foto d'aquest monument                                                   |
| Habitatge al carrer Major, 23                                 | BCIL 1986    | Obra popular XVIII-XIX       | Vinyols i els Arcs C. Major, 23             | 41° 06′ 50″ N, 1° 02′ 20″ E / 41.113925°N,1.038813°E | IPA-40049     | Habitatge al carrer Major, 23 (Vinyols i els Arcs) · Vegeu més fotos d'aquest monument · Carregueu una nova foto d'aquest monument                                 |
| Habitatge al carrer Major, 16                                 | BCIL 1986    | Obra popular XVIII-XIX       | Vinyols i els Arcs C. Major, 16             | 41° 06′ 51″ N, 1° 02′ 19″ E / 41.114294°N,1.038560°E | IPA-40050     | Habitatge al carrer Major, 16 (Vinyols i els Arcs) · Vegeu més fotos d'aquest monument · Carregueu una nova foto d'aquest monument                                 |
| Habitatge al carrer del Carme, 4                              | BCIL 1986    | Obra popular XVIII-XIX       | Vinyols i els Arcs C. del Carme, 4          | 41° 06′ 53″ N, 1° 02′ 17″ E / 41.114606°N,1.038120°E | IPA-40051     | Habitatge al carrer del Carme, 4 (Vinyols i els Arcs) · Vegeu més fotos d'aquest monument · Carregueu una nova foto d'aquest monument                              |
| Habitatge al carrer del Carme, 18                             | BCIL 1986    | Obra popular XVIII-XIX       | Vinyols i els Arcs C. del Carme, 18         | 41° 06′ 53″ N, 1° 02′ 16″ E / 41.114760°N,1.037732°E | IPA-40052     | Habitatge al carrer del Carme, 18 (Vinyols i els Arcs) · Vegeu més fotos d'aquest monument · Carregueu una nova foto d'aquest monument                             |
| Habitatge al carrer del Carme, 20                             | BCIL 1986    | Obra popular XVIII-XIX       | Vinyols i els Arcs C. del Carme, 20         | 41° 06′ 53″ N, 1° 02′ 16″ E / 41.114782°N,1.037686°E | IPA-40053     | Habitatge al carrer del Carme, 20 (Vinyols i els Arcs) · Vegeu més fotos d'aquest monument · Carregueu una nova foto d'aquest monument                             |
| Habitatge al carrer Tinent del Rei, 2                         | BCIL 1986    | Obra popular XVIII-XIX       | Vinyols i els Arcs C. Tinent del Rei, 2     | 41° 06′ 53″ N, 1° 02′ 15″ E / 41.114786°N,1.037600°E | IPA-40054     | Habitatge al carrer Tinent del Rei, 2 (Vinyols i els Arcs) · Vegeu més fotos d'aquest monument · Carregueu una nova foto d'aquest monument                         |
| Cementiri                                                     | BCIL 1986    | Obra popular XX (1903)       | Vinyols i els Arcs                          | 41° 06′ 57″ N, 1° 02′ 33″ E / 41.115867°N,1.042508°E | IPA-40055     | Cementiri (Vinyols i els Arcs) · Vegeu més fotos d'aquest monument · Carregueu una nova foto d'aquest monument                                                     |